# Hoderi
Hoderi (火照, feu brillant), ou Umisachihiko (海幸彦, prince de la mer Fortune) est, dans la mythologie japonaise le fils du dieu Ninigi-no-Mikoto et de la princesse Ko-no-Hana.
Il fut pêcheur, et son frère, Hoori, chasseur.

## Généalogie
Le Kojiki établit que Hoderi est le fils aîné du dieu Ninigi-no-Mikoto et de la princesse Ko-no-Hana, qui donne naissance à des triplés, dont ce dernier. Le prince est nommé Hoderi dans le chapitre qui parle de l'enfantement. Dans le chapitre suivant, le nom Uumisachi-hiko est mentionné,.
Le Nihon shoki mentionne plusieurs fois la naissance des triplés, mais les noms n'y sont pas écrits de façon cohérente. Dans le texte principal, l'aîné est Ho-no-susori no-mikoto (火闌降[命]), puis Hiko-ho-ho-demi et Ho-no-akari,, et Ho-no-suseri (火酢芹[命]), puis Ho-no-akari and Hiko-ho-ho-demi. Notons que Ho-no-akari semble s'appliquer deux fois,. Dans tous les cas, c'est cet aîné qui a « le don de la mer »,. Un autre texte cité dans le Nihon Shoki en fait le frère cadet.
La princesse Ko-no-hana répond elle aussi à de nombreuses appellations, dont Kamu-Ata-Tsu-Hime (神阿多都比売, "Princesse d'Ata"),, annonce sa grossesse le lendemain de son mariage à Ninigi-no-Mikoto. Le prince se doute que l'enfant n'est pas le sien, mais celui d'un dieu terrestre. Vexée par ce doute, la princesse décide de se soumettre à une ordalie par le feu. Elle s'enferme dans une maternité et l'enflamme. Elle fait ensuite le vœu qu'aucun enfant ne survive à la naissance s'il n'est pas l'enfant de Ninigi. Les trois enfants naissent en parfaite santé, à différentes heures. Celui né alors que les flammes sont au plus haut deviendra Hoderi,. Le Nihon Shoki diffère en disant que l'aîné naît soit quand le feu commence, soit quand il ne s'agit encore que de braises, mais le deuxième naît quand le feu gagne en intensité.
Hoderi serait aussi l'ancêtre du peuple Hayato des provinces de Satsuma et d'Ōsumi,.